# Diegterbach
Der Diegterbach ist ein Fliessgewässer im Kanton Basel-Landschaft in der Schweiz. Er ist ein knapp zwölf Kilometer langer, südlicher und linker Zufluss der Ergolz.

## Geographie

### Verlauf
Der Diegterbach entspringt oberhalb von Eptingen nahe der Grenze zum Kanton Solothurn. Seine Quelle befindet sich rund 200 Meter Luftlinie unterhalb der Challhöchi.
Er durchfliesst die Dörfer Eptingen, Diegten, Tenniken und Zunzgen  und mündet schliesslich in Sissach auf einer Höhe von 359 m ü. M. von links in die Ergolz.

### Einzugsgebiet
Das Einzugsgebiet des Diegterbachs ist 30,83 km² groß und besteht zu 42,5 % aus Bestockter Fläche, zu 48,5 % aus Landwirtschaftsfläche, zu 8,8 % aus Siedlungsfläche und zu 0,2 % aus Gewässerfläche.
Die Mittlere Höhe des Einzugsgebietes beträgt 620 m ü. M., die minimale Höhe liegt bei 359 m ü. M. und die maximale Höhe bei 1118 m ü. M.
Sein Einzugsgebiet grenzt im Westen an die Ergolzzuflüsse Frenke und Talbächli, im Osten an den Homburgerbach, ebenfalls ein Ergolzufluss und im Süden an den Aarezufluss Dorfbach, sowie an die Dünnernzuflüsse Rickenbach, Cholersbach und Augstbach.

### Zuflüsse
- Leisibach (linker Quellbach)[4], 3,0 km, 2,57 km²
- Obertlochbach (rechter Quellbach)[5], 2,5 km, 2,80 km²
- Feldbach (links), 3,2 km, 4,17 km², 0,07 0,1 m³/s
- Witwaldbächli (rechts), 0,8 km, 1,61 km²
- Helgenmattbächli (links). 0,6 km
- Eibächli (links), 0,8 km
- Rischmattbächli (links), 1,4 km
- Flüeacherbächli (links), 0,4 km
- Stampachbächli (rechts), 1,3 km, 1,88 km²
- Grundrainbächli (rechts), 0,3 km
- Talbächli (links), 0,8 km (mit Dangerenbächli 1,8 km), 2,09 km²
- Lammetbächli (links), 0,4 km
- Weidlibächli (links), 0,3 km
- Rintelbächli (rechts), 1,9 km, 1.,64 km² (mit Brunnenhofbächli 1,0 km)
- Grundbächli (links), 0,2 km
- Leisimattbächli (rechts), 1,5 km, 2,09 km²
- Hefletenbächli (links), 1,5 km, 2,08 km²
- Obergbächli (rechts), 1,2 km
- Nästelbächli (links), 2,0 km, 1,72 km²

## Hydrologie
An der Mündung des Diegterbachs in die Ergolz beträgt seine modellierte mittlere Abflussmenge (MQ) 0,46 m³/s und ihr Abflussregimetyp ist nivo-pluvial jurassien.
Der  modellierte monatliche mittlere Abfluss (MQ) des Diegterbachs in m³/s

## Fauna
Der Diegterbach ist reich an Bachforellen und Groppen. Vereinzelt kommt auch der Alet vor.
Am 30. August 2017 ist es in Diegten  zu einem Fischsterben gekommen bei dem auf einer Strecken von rund 800 Metern tote Fische entdeckt wurden.

## Brücken
Bei den drei letzten Brücken vor der Mündung handelt es sich um die Wachtbrücke, die Eidgenossenbrücke und die Schliffy-Brücke.